# Luisa Pastor Lillo
Luisa Pastor (San Vicente del Raspeig, Alicante, 10 de octubre de 1948-Ibidem, 18 de abril de 2018) fue una política española del Partido Popular. Fue alcaldesa de San Vicente del Raspeig desde 2001 hasta 2015 y presidenta de la Diputación de Alicante desde 2011 hasta 2015.

## Biografía
Casada con el célebre político autonómico José Ramón García Antón, tuvieron cinco hijos.
Apasionada de las fiestas de moros y cristianos de San Vicente del Raspeig, fue miembro de la comparsa Moros Viejos. En 1985 fue la abanderada de su comparsa junto a su marido José Ramón García Antón que fue el capitán de comparsa, junto a sus hijos Carolina y José Ramón que fueron la abanderada y capitán infantil de la comparsa, respectivamente.
Durante los años 1987 y 1988 Luisa Pastor fue redactora corresponsal de San Vicente del Raspeig en el diario Información.
En 1999, mientras ejercía las labores de la casa, comenzó en la política, siendo la cabeza de lista del Partido Popular en las Elecciones municipales de 1999 de San Vicente del Raspeig, después de las cuales no logró la alcaldía al quedar por detrás del PSOE, pero consiguió hacerse con la vara de mando a mitad de legislatura tras una moción de censura.

## Trayectoria política

### Apuesta de renovación del PP en 1999
En 1999 mientras estaba dedicada a las labores de la casa, encabezó como independiente la lista del Partido Popular a las Elecciones municipales de 1999 de San Vicente del Raspeig, un municipio tradicionalmente de gobiernos del PSOE en coalición con PSVI o EU.
Su liderazgo en el PP de San Vicente fue impulsado por Eduardo Zaplana y por su marido José Ramón García Antón, hecho que hizo renunciar a Fermín Aliaga, que hasta ese momento era el hombre fuerte de los populares locales desde hacía más de una década y que era próximo a Diego Such.
Tras el escrutinio de las elecciones de 1999, el PP de Luisa Pastor quedó como segunda fuerza más votada después del PSOE de Francisco Canals. Pastor se presentó con una lista muy renovada donde solo colocó en puestos de salida a dos de los siete concejales que tenía el PP, Francisco Cerdá y José Vicente Alavé, dejando fuera a tres concejales de peso en la legislatura anterior como Fermín Aliaga, Julio Trigo y a la que había sido primera concejal mujer del PP en el municipio, Eva Belló. Pastor ejerció de portavoz en la oposición tras formar gobierno el PSOE con PSVI y EU.
A la par que se iniciaba en la política municipal, en 1999 se convirtió en diputada provincial de Bienestar Social, Hogar Provincial y Psiquiátrico. El cargo de diputada provincial de Bienestar Social le acompañaría ya hasta 2015, incluso siendo presidenta provincial, no dejó esta competencia.

### Concejal de Hacienda con Francisco Canals
Desde el 2000 a 2001, Francisco Canals le designó primera teniente de alcalde y concejal de Hacienda del Ayuntamiento de San Vicente del Raspeig. Primero con Canals como alcalde socialista y después con Canals como alcalde tránsfuga, en un rocambolesco tripartito formado por Partido Popular, Partido San Vicente Independiente y Esquerra Unida tras el conocido como "pacto de las piscinas", firmado en las Piscinas municipales de San Vicente.
Todo sucedió cuando Canals destituyó de manera repentina el 28 de junio de 2000, a los concejales de Urbanismo, José Gadea, y de Servicios, Elena Moltó, ambos de su partido, alegando pérdida de confianza. Dos semanas después de los requerimientos en vano del PSOE a Canals para restituir a los dos regidores cesados, los otros 6 ediles socialistas dimitieron en bloque del gobierno por no respetar el alcalde la disciplina del partido. Canals, lejos de recular, el 4 de agosto reorganizó el gobierno municipal repartiendo las competencias vacantes al PP, convirtiéndose Luisa Pastor en la mujer fuerte del nuevo gobierno del PP, PSVI, EU y el alcalde todavía socialista. El 8 de septiembre, la dirección socialista desde calle Ferraz hacía oficial la expulsión de Canals del PSOE, por lo que se convertía en un gobierno con el alcalde tránsfuga.

### Moción de censura y primera alcaldesa de San Vicente
El tripartito gobernado por Canals se mantuvo durante año y medio hasta el 10 de octubre de 2001, cuando mediante una moción de censura, Luisa Pastor se convirtió en la primera alcaldesa de San Vicente del Raspeig con los votos del PP, Jaime Antón del PSVI y los cuatro ediles José Gadea, Elena Moltó, Celia Sáez y Mercedes Medina, que eran tránsfugas desde el mes de mayo cuando se habían dado de baja del PSOE. Se formaba el tercer gobierno municipal de la legislatura, esta vez con PP, PSVI y 4 no adscritos. El PSVI se rompió con esta decisión, ya que el edil José Victorio Baudí abandonó el grupo por desacuerdo con la decisión de Jaime Antón de investir a Luisa Pastor, convirtiéndose en el sexto tránsfuga de la legislatura.

### Transformación urbanística de San Vicente
En las Elecciones municipales de 2003, Luisa Pastor consiguió la mayoría absoluta por primera vez para su partido en San Vicente, sacando 11 de los 21 concejales del Pleno. Desde ese momento su gestión se valoró positivamente en el municipio, hecho por el cual logró mayorías absolutas también en 2007 y 2011, esta última con cambio del Pleno de 21 a 25 concejales.
Funcionó a la perfección la dupla con su marido José Ramón García Antón, que desde la Generalidad Valenciana, trajo cuantiosas inversiones a San Vicente del Raspeig. El municipio durante su mandato vivió una importante expansión urbanística, en la que dentro de su política de inversiones destacó la infraestructura urbana con actuaciones como la peatonalización del centro histórico, la apertura del camino del Mahonés hacia Los Girasoles, la apertura de la ronda Oeste, o construcción de colectores de aguas pluviales. En cuanto a equipamientos destacaron la construcción del nuevo ayuntamiento por 14 millones de euros, una biblioteca de adultos y otra infantil, un centro de salud, los colegios La Almazara y García Antón, los institutos Gaia y María Blasco, el mercado de abastos, el nuevo cuartel de la Policía Local, el archivo municipal, el parque Adolfo Suárez, el aparcamiento subterráneo de la plaza García Antón, o la remodelación del viejo ayuntamiento. En cuanto a política de vivienda se centró en la rehabilitación de bloques de edificios del barrio Santa Isabel. En política de transporte se construyó la Línea 2 del TRAM que conectó San Vicente con Alicante mediante tranvía.
También realizó inversiones criticadas, como el complejo deportivo del velódromo que privatizó para 15 años quedando en manos de los hermanos Castillo, aparcamiento subterráneo de la plaza García Antón a 50 metros del aparcamiento del nuevo ayuntamiento, la remodelación del viejo ayuntamiento quedando un edificio con escasa capacidad y poca polivalencia, o proyectos anunciados que nunca vieron la luz como el campo de fútbol con pista de atletismo en El Pilar, o el auditorio La Yesera que fue incluso expuesto en Fitur como atractivo turístico de San Vicente y presupuestado por 12 millones de euros.
Con Luisa Pastor el municipio experimentó la transformación de un municipio industrial a residencial, dejaron de tener actividad empresas consolidadas como las fábricas de cementos, terrazos, fibrocementos o la industria del mueble.

### Fallecimiento de García Antón
En agosto de 2009 falleció repentinamente su marido, el consejero autonómico José Ramón García Antón.
En octubre de 2009 se especuló con la posibilidad de que Luisa Pastor optara a la secretaría general del PP en la Comunidad Valenciana tras la vacante dejada por Ricardo Costa Climent.

### Presidencia de la Diputación de Alicante
Compatibilizó siempre su rol de alcaldesa con el de diputada provincial de servicios sociales, desde 1999 a 2015 gestionó dicha área en el gobierno provincial.
El 13 de julio de 2011 es elegida presidenta de la Diputación Provincial de Alicante, por holgada mayoría, en sustitución de José Joaquín Ripoll, con 20 diputados del grupo popular frente a los 10 del grupo socialista. Es hasta la fecha la única mujer que ha presidido la institución provincial. Su gestión se basó principalmente en el saneamiento de las cuentas económicas, liquidando toda la deuda de la diputación.

### Debacle electoral de 2015
En las Elecciones municipales de 2015 Luisa Pastor se presentaba a su quinto mandato como alcaldesa. Pese a que se auguraba un descenso del Partido Popular en muchos ayuntamientos, en San Vicente del Raspeig las encuestas mantenían a Pastor en el gobierno. Pero no fue así, y el PP perdió más de la mitad de su representación, 8 concejales, pasando de 15 a 7, sacando apenas mil votos más que el siguiente partido, el PSOE encabezado por Jesús Villar.
Finalmente el socialista Villar logró la alcaldía con los votos de 4 de los 6 grupos del pleno. En dicha votación de investidura, Luisa Pastor renunció a encabezar la candidatura del PP, cediendo el testigo a José Rafael Pascual, hecho que dejó entrever la retirada política de Pastor, que también renunció a la portavocía del Grupo Municipal Popular, quedándose como concejal de la oposición.
En la Diputación de Alicante, la otra institución en la que había permanecido tres lustros, fue hasta última hora una de las opciones a volver a liderar a los populares, pero finalmente la apuesta fue César Sánchez y Pastor quedó fuera del palacio provincial.

### Retiro de la política
El 22 de octubre de 2015, después de 5 meses como concejal en la oposición, decidió renunciar a su acta de concejal por motivos personales. Cumplió así 16 años como edil del Ayuntamiento de San Vicente del Raspeig, de los cuales permaneció 13 como alcaldesa, 2 como concejal de Hacienda con Francisco Canals, y uno y medio como concejal en la oposición.
En julio de 2017 tras la renovación de la ejecutiva del Partido Popular de San Vicente, Luisa Pastor renunció a seguir como secretaria general, cediendo el puesto a José Rafael Pascual, momento en el que se desvinculó completamente de la política.

### Fallecimiento
Luisa Pastor, falleció a las 23 horas del miércoles, 18 de abril de 2018, a consecuencia de un cáncer.

## Cargos desempeñados
Cargos orgánicos:

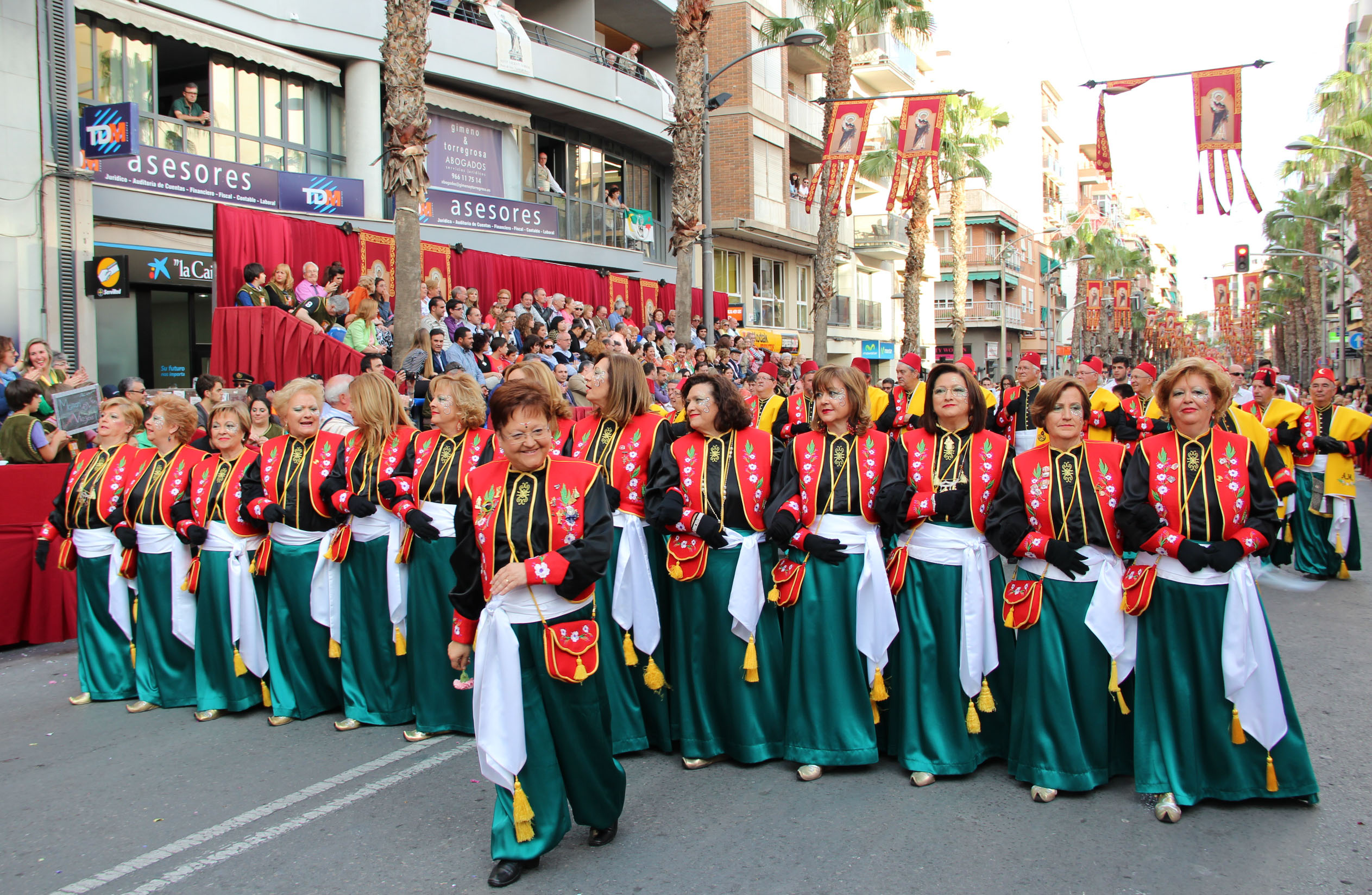
Luisa Pastor desfilando como cabo de su filada de la comparsa Moros Viejos en 2014.

- Secretaria General del Partido Popular de San Vicente (2003-2017).

Cargos institucionales:
- En el Ayuntamiento:
- Concejal del Ayuntamiento de San Vicente del Raspeig (1999-2015).
- Portavoz Grupo Municipal Popular (1999-2003).
- Primera teniente de alcalde (2000-2001).
- Concejal de Hacienda (2000-2003).
- Alcaldesa de San Vicente del Raspeig (2001-2015).

- En la Diputación de Alicante:
- Diputada provincial (1999-2015).
- Miembro de la Comisión Especial de Cuentas (1999-2003).
- Presidenta de la Comisión de Bienestar Social, Juventud y Mujer (1999-2015).
- Diputada de Bienestar Social y Hogar Provincial (1999-2015).
- Miembro de la Comisión de Educación, Cultura y Deportes (2003-2011).
- Vicepresidenta Tercera de la Diputación de Alicante (2007-2011).
- Diputada de Secretaría General, Servicios Jurídicos (2011-2015).
- Presidenta de la Diputación de Alicante (2011-2015).